# Jevgenij Zamjatin
Jevgenij Ivanovič Zamjatin (Lebedjan, 1. veljače 1884. – Pariz, 10. ožujka 1937.) ruski književnik.
Najpoznatiji je po svojoj antiutopijskoj noveli (distopiji) "Mi" koja je utjecala na George Orwella pri pisanju romana 1984. Umro je u Parizu od srčanog udara 1937. gdje je i pokopan.